# Coppa Mitropa 1966-1967
La Coppa Mitropa 1966-1967 fu la ventisettesima edizione del torneo, la prima ad essere disputata a cavallo di due anni in modo da uniformarla al modello organizzativo delle coppe europee, e venne vinta dagli cecoslovacchi dello Spartak Trnava.
Ognuna delle cinque nazioni aveva tre posti disponibili, cui si aggiungeva la detentrice.

## Partecipanti
| Nazione                   | Squadra                                                | Campionato | Note                                                            |
| ------------------------- | ------------------------------------------------------ | --- | --------------------------------------------------------------- |
| Cecoslovacchia (bandiera) | SK Slavia Praha Spartak Trnava Slovan CHZJD Bratislava | 3º campionato di Cecoslovacchia 1965-66 6º campionato di Cecoslovacchia 1965-66 7º campionato di Cecoslovacchia 1965-66    |                                                                 |
| Italia (bandiera)         | AC Fiorentina AC Milan US Cagliari SS Lazio            | Qualificata come detentrice 7º campionato d'Italia 1965-66 11º campionato d'Italia 1965-66 13º campionato d'Italia 1965-66 | 4º campionato d'Italia 1965-66, Vincitrice Coppa Italia 1965-66 |
| Jugoslavia (bandiera)     | Dinamo Zagreb Crvena Zvezda Beograd FK Sarajevo        | Vicecampione di Jugoslavia 1965-66 5º campionato di Jugoslavia 1965-66 9º campionato di Jugoslavia 1965-66                 |                                                                 |
| Ungheria (bandiera)       | Újpesti Dózsa Honvéd Tatabányai Bányász                | 3º campionato d'Ungheria 1965 4º campionato d'Ungheria 1965 6º campionato d'Ungheria 1965                                  |                                                                 |
| Austria (bandiera)        | FK Austria First Vienna FC Wacker Innsbruck            | 3º campionato d'Austria 1965-66 6º campionato d'Austria 1965-66 8º campionato d'Austria 1965-66                            |                                                                 |

## Torneo

### Ottavi di finale
Gare giocate dal 9 novembre all'8 dicembre
| Squadra 1          | Totale | Squadra 2               | Andata | Ritorno |
| ------------------ | ------ | ----------------------- | ------ | ------- |
| SS Lazio           | 4 - 2  | Crvena Zvezda Beograd   | 3 - 0  | 1 - 2   |
| Cagliari Calcio    | 3 - 4  | FK Sarajevo             | 2 - 1  | 1 - 3   |
| Honvéd             | 1 - 5  | Spartak Trnava          | 1 - 1  | 0 - 4   |
| First Vienna FC    | 5 - 6  | AC Fiorentina           | 4 - 3  | 1 - 3   |
| SK Slavia Praha    | 1 - 4  | FK Austria              | 1 - 2  | 0 - 2   |
| Dinamo Zagreb      | 1 - 0  | AC Milan                | 1 - 0  | 0 - 0   |
| Újpesti Dózsa      | 6 - 2  | Slovan CHZJD Bratislava | 5 - 1  | 1 - 1   |
| Tatabányai Bányász | 3 - 1  | Wacker Innsbruck        | 1 - 0  | 2 - 1   |

### Quarti di finale
Gare giocate dal 15 al 30 marzo
| Squadra 1          | Totale | Squadra 2      | Andata | Ritorno |
| ------------------ | ------ | -------------- | ------ | ------- |
| Dinamo Zagreb      | 3 - 4  | FK Austria     | 3 - 3  | 0 - 1   |
| Tatabányai Bányász | 1 - 2  | AC Fiorentina  | 1 - 1  | 0 - 1   |
| SS Lazio           | 1 - 2  | Spartak Trnava | 1 - 1  | 0 - 1   |
| FK Sarajevo        | 2 - 7  | Újpesti Dózsa  | 1 - 2  | 1 - 5   |

### Semifinali
Gare giocate il 27 aprile e 10 maggio
| Squadra 1      | Totale | Squadra 2     | Andata | Ritorno |
| -------------- | ------ | ------------- | ------ | ------- |
| Spartak Trnava | 3 - 2  | AC Fiorentina | 2 - 0  | 1 - 2   |
| Újpesti Dózsa  | 5 - 1  | FK Austria    | 3 - 0  | 2 - 1   |

### Finale
| Squadra 1     | Totale | Squadra 2      | Andata | Ritorno |
| ------------- | ------ | -------------- | ------ | ------- |
| Újpesti Dózsa | 4 - 5  | Spartak Trnava | 3 - 2  | 1 - 3   |

## Classifica marcatori
|  | Gol | Marcatore      | Squadra        |
|  | --- | -------------- | -------------- |
|  | 9   | Antal Dunai    | Újpesti Dózsa  |
|  | 7   | Jozef Adamec   | Spartak Trnava |
|  | 6   | Kurt Hamrin    | AC Fiorentina  |
|  | 6   | Ferenc Bene    | Újpesti Dózsa  |
|  | 4   | László Fazekas | Újpesti Dózsa  |
|  | 3   | Adam Farkas    | Spartak Trnava |
|  | 3   | Thomas Parits  | FK Austria     |
|  | 3   | Romano Bagatti | SS Lazio       |
|  |     |                |                |